# Ahillones
Ahillones este un oraș din Spania, situat în provincia Badajoz din comunitatea autonomă Extremadura. Are o populație de 1.084 de locuitori.